# B. Dippenaar
B.J. Dippenaar (Ciudad del Cabo, 14 de abril de 1902- ?) fue un micólogo sudafricano.

## Algunas publicaciones

### Libros
- 1933. Environmental and Control Studies of the Common Scab Disease of Potatoes Caused by Actinomyces Scabies (Thaxt.) Guss. Editor University of Stellenbosch, 286 pp.
- 1931. Drie Siektes wat in Suid-Afrika op Lupienplante Voorkom. Volumen 1 y 9 de Annale van die Universiteit van Stellenbosch. 9 pp.
- 1930. 'n Bydrae tot ons kennis van die Suid-Afrikaanse geslagte en soorte van die famielie Polystomellaceae Theiss. en Syd (Una contribución a nuestro conocimiento de los géneros de Sudáfrica y de las especies de la familia Polystomellaceae Theiss. y Syd). Vol. 8, Nº 2 de Annale van die Uniwersiteit van Stellenbosch. Editor Nasionale Pers, Beperk, 38 pp.